# Младен Иванић
Младен Иванић (Сански Мост, 16. септембар 1958) српски је политичар, универзитетски професор и економиста. Иванић је доктор економских наука. Садашњи је почасни председник Партије демократског прогреса (ПДП). Бивши је председник Владе Републике Српске, српски члан Председништва Босне и Херцеговине и председник Партије демократског прогреса.

## Биографија
Рођен је 16. септембра 1958. године у Санском Мосту, ФНРЈ. У Бањој Луци живи од 1971. године. Дипломирао је 1981. године на Економском факултету у Бањој Луци, а 1984. године је магистрирао на Економском факултету у Београду. Докторирао је на Економском факултету у Београду 1988. године. Од 1985. године као асистент предаје Политичку економију на Економском факултету у Бањој Луци, а од 1988. до данас као ванредни професор. Предавао је Политичку економију на Економском факултету у Сарајеву (од 1990. до 1992) и на Економском факултету у Српском Сарајеву (од 1992. до 1998). Основао је Партију демократског прогреса Републике Српске 1999. године и њен је први председник. Др Младен Иванић је био председник Владе Републике Српске, а на том положају је био у периоду од 16. јануара 2001. до 17. јануара 2003. године.

## Ставови о Европској унији и о референдуму Републике Српске
Иванић се залаже за прикључивање Босне и Херцеговине у Европској унији. У интервјуу за European Western Balkans јануара 2016. године је навео да „уласком у ЕУ БиХ би добила правила која су развијена од треће стране и тиме би унутрашње разлике постале мање важне. Такође, она је добар економски простор.” Као могуће потешкоће са којима би се БиХ суочила навео је спорост власти БиХ у доношењу одлука и истакао је да је због тога и потребна реформа у БиХ.
О референдуму који је најавио Милорад Додик у вези са законодавством БиХ је изјавио:
Ја сматрам да Република Српска има права на референдум, то је прва и јако битна ствар. Друга ствар, сматрам да правосуђе у БиХ није добро, да је било под огромним политичким утицајем и да је објективно тај утицај био изражен од стране међународних представника. Мислим да је правосуђе било механизам политичког дјеловања међународних представника у БиХ и да се то није нимало показало добрим. Али, нисам за то да се референдум овог тренутка организује. Не мислим да ће референдум произвести решење. Ми знамо резултате референдума. Ако се он деси, преко 90% грађана Републике Српске ће рећи да не прихвата наметнуте одлуке високих представника, то је питање, а посебно не одлуку о формирању суда и тужилаштва. Моје кључно питање је: Шта се дешава дан послије? Пошто власт није рекла шта слиједи након тога, због тога што нема никакав концепт и визију који су следећи кораци, ја не могу бити онај који ће промовисати референдум.

## Галерија
- Говор на митингу Савеза за промјене 2014.
- Иванић са другим званичницима БиХ и државним секретаром САД 2004.